# Pavel Tichý
Pavel Tichý (18. února 1936 Brno – 26. října 1994 Dunedin) byl český logik, filosof a matematik. Od roku 1970 žil v exilu na Novém Zélandu.

## Život
Narodil 18. února 1936 v Brně v rodině pojišťovacího úředníka. Vyrůstal ve Zlíně, roku 1948 se rodina přestěhovala do Vsetína, kam byl jeho otec přeložen. Vystudoval na Masarykově gymnáziu ve Vsetíně, kde patřil k premiantům třídy. Poté studoval na Univerzitě Karlově, obory filozofie a matematika, studia úspěšně ukončil roku 1959 doktorskou prací Výklad Gödelovy věty o neúplnosti v prosté teorii typů.
Od roku 1961 do roku 1968 pracoval na katedře logiky Univerzity Karlovy jako odborný asistent, aspiranturu ukončil roku 1964 prací Vyčíslitelnost ve vztahu k teoriím, čímž získal titul CSc. Roku 1968 získal stáž na katedře filozofie Univerzity v Exeteru ve Spojeném království. Ačkoli ještě roku 1969 byl na Univerzitě Karlově jmenován docentem, ze stáže v Exeteru se po obsazení Československa vojsky Varšavské smlouvy již nevrátil. V Exeteru přijal nabídku na docenturu v Dunedinu na Otago University, kam se roku 1970 s rodinou odstěhoval a kde roku 1971 začal vyučovat. Působil zde, se studijní přestávkou 1976–1977, kdy byl na univerzitě v Pittsburghu, až do konce života a vytvořil zde vrcholnou část svého díla.
Hlavní výsledek jeho práce obsažený v jeho spisech, zejména v The Foundations of Frege’s Logic (1988), je vytvoření systému Transparent Intensional Logic (TIL), který je rozvinut a vyložen zejména v knize Duží, Jespersen, Materna: Procedural Semantics for Hyperintensional Logic, a dále zpracováván především českými a slovenskými logiky a také dánským logikem Bjørnem Jespersenem.
Po roce 1989 uvažoval o návratu do vlasti, roku 1994 vyhrál konkurs na místo vedoucího katedry logiky Univerzity Karlovy v Praze, ale na toto místo již nenastoupil. Zemřel v Dunedinu, poté co podlehl záchvatu deprese. Roku 2004 vyšel soubor jeho studií v knize Pavel Tichý’s Collected Papers in Logic and Philosophy.

## Výběr z díla
- Logika pro studující na p[edagogických] institutech. Praha: SPN, 1964. 91, [1] s. Učební texty vys. škol.
- Logická stavba vědeckého jazyka: Určeno pro posl. filosof. fak. Praha: SPN, 1968. 232 s. Učební texty vys. škol.
- TICHÝ, Pavel. The foundations of Frege's logic. Berlin: [s.n.] ISBN 3-11-011668-5. (anglicky)
- TICHÝ, Pavel; PEREGÍN, Jaroslav. O čem mluvíme? : vybrané stati k logice a sémantice. Praha: [s.n.] ISBN 80-7007-087-0..
- TICHÝ, Pavel. Pavel Tichý's collected papers in logic and philosophy. Prague: Filosofia ISBN 80-7007-189-3.